# Bolivia Manta
Bolivia Manta est un groupe bolivien de musique andine créé en France en 1977.
À l'origine de ce groupe, Carlos et Julio Arguedas, et Victor Colodro, originaires de La Paz, et leur envie commune de perpétuer la musique et la culture des Indiens quechuas et aymaras des hauts plateaux andins (Pérou, Équateur, Bolivie). En 1981, le groupe obtient un Grand Prix de l'académie Charles-Cros pour son album Winayataqui. Sept ans plus tard, en 1988, une autre récompense valorisante (Grand Prix de l'Académie du disque français – laser d'or) distingue Pak'cha, un hommage aux orchestres populaires des Andes.

## Membres
- Guido Alcala
- Carlos Arguedas
- Julio Arguedas
- Evert Tito
- Michael Evaristo
- Betty Castro
- Victor Colodro
- Alejandro Cordova
- Guillermo Contreras Ramos
- Luis Chugar
- Helena Meininger
- Noemy Flores
- Jaime Corihuanca
- Oscar Corihuanca
- Leo Mamani
- Johnny Chambi
- Pablo Conde
- Felix Capo
- Willan Farinango
- Pablo Reynaga

## Discographie
- Sartañani (1978)
- Winayataqui (1981)
- Quechua Music' (1983)
- Pak'cha (1985)
- Anata (1986)
- Tinkuna (1990)
- Auki Pacha (1995)

## Récompenses
- Grand Prix International du Disque de l’Académie Charles Cros, 1981.
- Grand Prix de l’Académie du Disque Français, Laser d’Or, 1988.